# Suarius maroccanus
Suarius maroccanus är en insektsart som beskrevs av Hölzel 1965. Suarius maroccanus ingår i släktet Suarius och familjen guldögonsländor. Inga underarter finns listade i Catalogue of Life.